# Liste von Fernschreibgeräten gemäß den Kennblättern fremden Geräts D 50/13

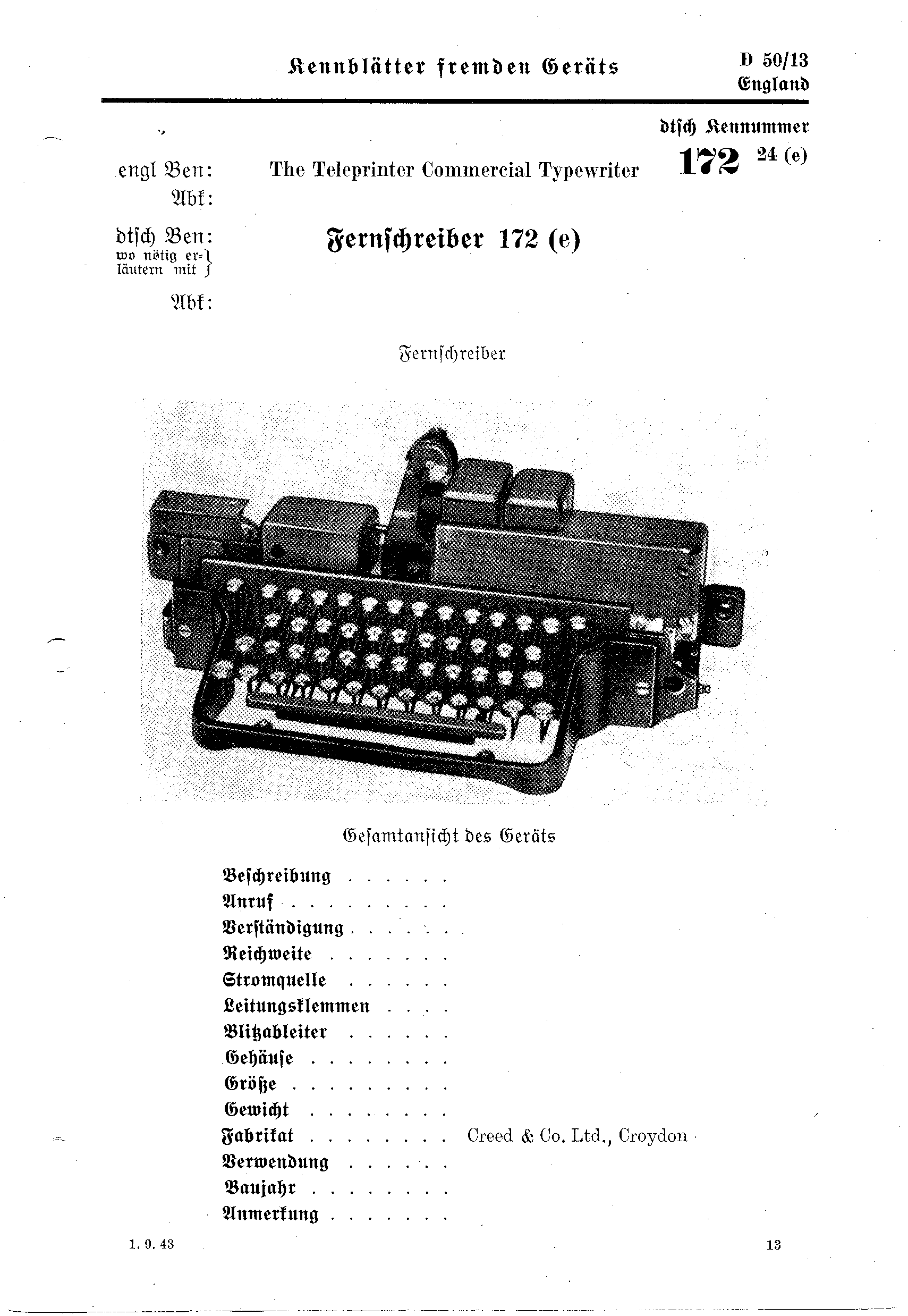
Kennblattbeispiel zu
D 50/13 Nr 172 24 (e)

In dieser Liste von Fernschreibgeräten gemäß den Kennblättern fremden Geräts D 50/13 werden Fernschreiber-Geräte gelistet, die vom Heereswaffenamt verzeichnet wurden.
Nachfolgend ein Überblick/Auszug zur offiziellen Dokumentation Kennblätter fremden Geräts D 50/13: Nachrichtengerät.

## Hinweise zur Liste
Aufbau der Tabelle
Untenstehende Tabelle führt folgenden Spalteninhalte:
- dtsch. Kennnr. (deutsche Kenn-Nummer), dies entspricht dem Originalindex in den Kopfzeilen der Kennblätter mit Kennnummer, Stoffgebietenummer und Beutezeichen.
- Abk. dtsch. Ben. (Abkürzung deutsche Benennung), Originalbezeichnung entnommen aus der fünften Zeile der Kennblätter.
- Landesbez. nach HWA (Heereswaffenamt), Originalangaben entnommen aus der ersten Zeile der Kennblätter.
- Bild, eine Bildauswahl aus Wikipedia für dieses Objekt.
- Bemerkungen, Hier werden Links zu bereits existierenden Wikipedia-Artikeln eingetragen.

 Info: Die in der Tabelle angegebenen Originaleinträge sollen nicht geändert werden, weil diese den Angaben aus den Kennblättern entsprechen. Nach neuerem Forschungsstand sind teilweise Errata in den Kennblättern erkannt worden. Diese werden unten im Abschnitt Anmerkungen jeweils zur Kenn-Nummer erläutert. Die Wikilinks in den runden Klammern sollten das Lemma der entsprechenden Artikel in Wikipedia enthalten.
| dtsch. Kennr. | Abk. dtsch. Ben.       | Landesbez.nach HWA (Wikipedia-Artikel) | Bild | Bemerkungen |
| ------------- | ---------------------- | -------------------------------------- | ---- | --- |
| 170 24 (r)    | Fernschreiber 170 (r)  | Szorin                                 |      | Schreibt Buchstaben auf Papierstreifen, 240 bis 360 Buchstaben pro Minute, Nutzung bei: Nachrichten-Abteilungen            |
| 171 24 (r)    | Fernschreiber 171 (r)  | in D 50/13 keine Angabe                |      | Schreibt Buchstaben auf Papierstreifen, 360 bis 600 Buchstaben pro Minute, Fabrikat Treml Nutzung bei: Nachrichten-Truppen |
| 172 24 (e)    | Fernschreiber 172 (er) | The Teleprinter Commercial Typewriter  |      | Fabrikat Creed & Co. Ltd., Croydon, Hersteller Creed & Company                                                             |